# Cheirimedeia zotea
Cheirimedeia zotea är en kräftdjursart som först beskrevs av J. L. Barnard 1962.  Cheirimedeia zotea ingår i släktet Cheirimedeia och familjen Isaeidae. Inga underarter finns listade i Catalogue of Life.